# Stanislav Manolev
Stanislav Manolev (på bulgarsk Станислав Манолев) (født 16. december 1985 i Blagoevgrad, Bulgarien) er en bulgarsk fodboldspiller, der spiller som højre back for Kuban Krasnodar. Tidligere har han repræsenteret Pirin Blagoevgrad og Litex Lovetj i sit hjemland samt PSV Eindhoven i Holland. Herudover var han også udlejet til engelske Fulham.

## Landshold
Manolev står (pr. 15. oktober 2013) noteret for 35 kampe for Bulgariens landshold. Han debuterede for holdet i 2008 i en VM-kvalifikationskamp mod Bosnien-Hercegovina.